# Psilomastix cuprea
Psilomastix cuprea là một loài bọ cánh cứng trong họ Cerambycidae.